# Stößensee

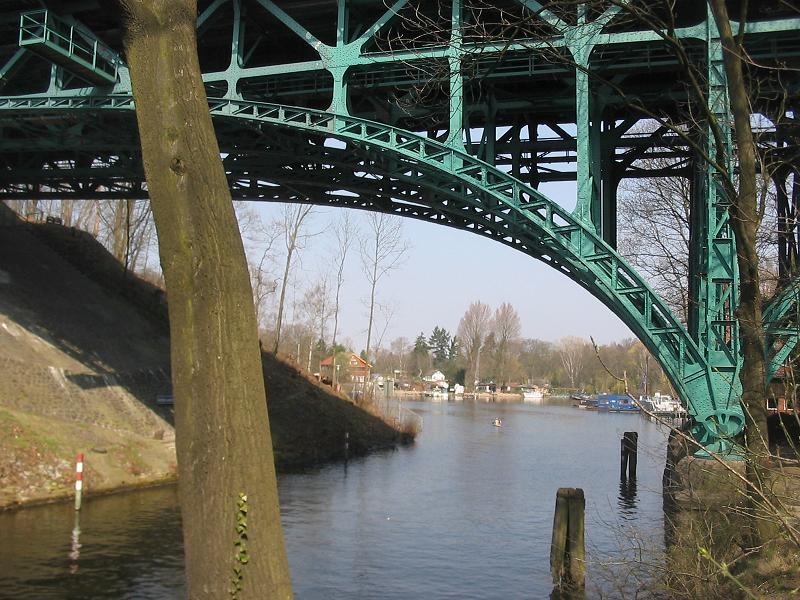
Verbindungsrinne unter der Stößenseebrücke,
Blick in den Nordteil des Sees

Der Stößensee ist ein durch eine Ausbuchtung der Havel in den Berliner Bezirken Spandau und Charlottenburg-Wilmersdorf gebildeter See. Er liegt zwischen dem Pichelswerder und dem Forst Grunewald und ist rund 350 Meter breit und 1100 Meter lang. Am Rupenhorn steigt das bewaldete Hochufer bis zu 35 Meter zum Grunewald an. Um den See sind zahlreiche Yacht- und Ruderclubs, Segelvereine, Ausflugslokale und Hotels angesiedelt. Im 19. Jahrhundert zählten der See und seine Umgebung zu den beliebtesten Ausflugszielen der Spandauer und Berliner.
Beim Bau der Heerstraße (heute Trasse der hier gemeinsam verlaufenden Bundesstraßen B 2 und B 5) wurde der See 1908/1909 durch eine Dammaufschüttung weitgehend geteilt. Die bei der Dammanlage offengehaltene Schifffahrtsrinne zwischen den beiden Gewässerteilen überspannt die rund 20 Meter hohe Stößenseebrücke, eine denkmalgeschützte Stahl-Fachwerkbrücke des Bauingenieurs Karl Bernhard.

## Lage und Naturraum
Die östliche Hälfte des südlichen Stößensees gehört zu Westend, die westliche zu Wilhelmstadt, der Teil des Sees nördlich der Heerstraße gehört ganz zu Wilhelmstadt, das östliche Ufer dagegen wiederum zu Westend.

## Geologie, Anbindung und Nutzung der Tiefengesteine
Der Stößensee ist ein weichselglazialer Rinnsee in der Havel-Rinne an der Grenze zum Berliner Urstromtal am südlichen Rand des Mündungsbereichs der Spree in die Havel. Die Havelrinne quert das aus mächtigen Sanden, die mehr als 20 Meter Mächtigkeit erreichen können, aufgebaute Urstromtal, ohne es über eine längere Strecke zu benutzen.

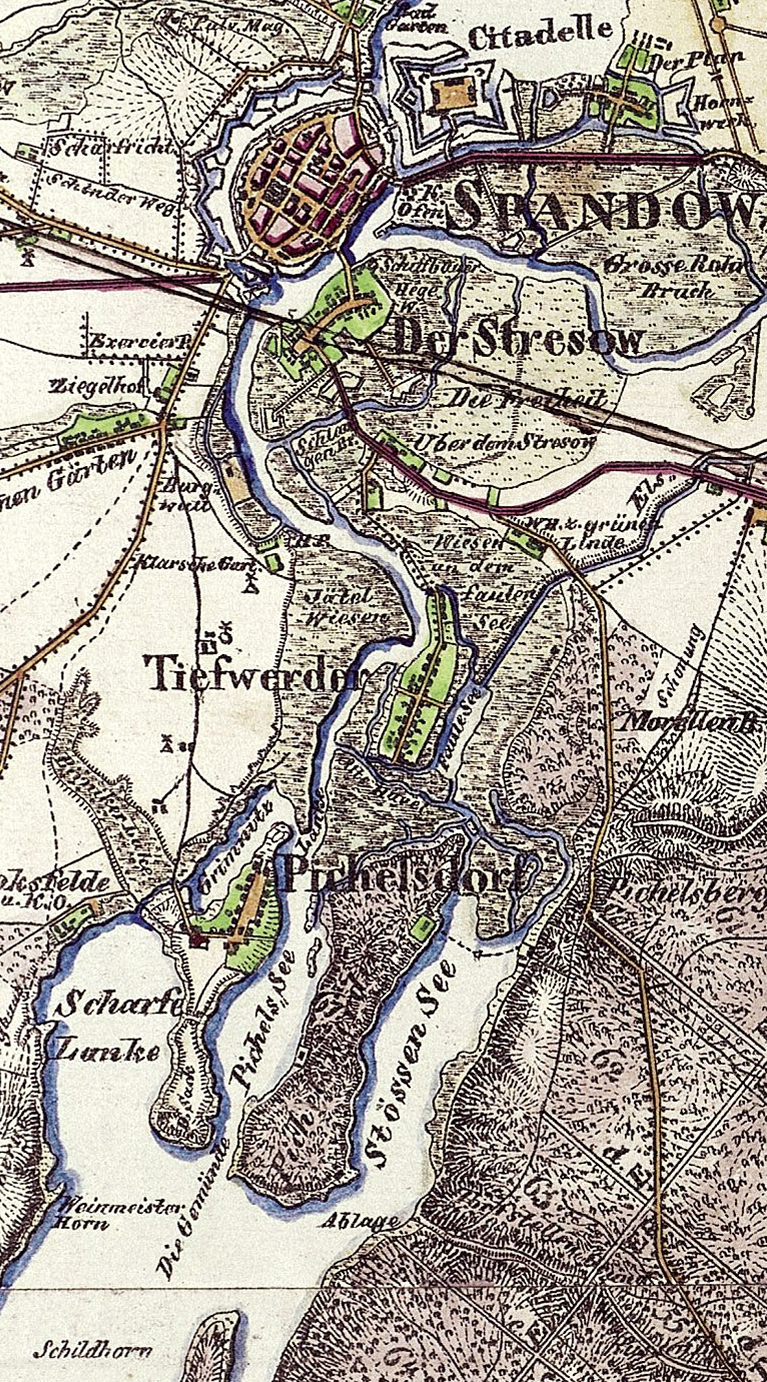
Karte von 1842 (Ausschnitt), noch ohne Heerstraße und Stößenseebrücke, die den See inzwischen teilen

Das Ostufer des Stößensees steigt zum Grunewald, das Westufer zum Pichelswerder an – beide Teil des Nord-Westausläufers des Teltowplateaus, das die Havel nach Westen begrenzt. Der Rinnsee beziehungsweise spätere Havelaltarm Stößensee schneidet den Werder vom Plateau ab. Das Gefälle vom Grunewald zum See beträgt bis zu 35 Meter. Die heute in diesem Bereich kanalisierte Havel selbst fließt auf der Westseite des Pichelswerder parallel zur Nord-Süd-Ausdehnung des Sees in einer Entfernung von rund 500 Metern. An der Südspitze des Pichelswerder öffnen sich der Fluss (als Pichelsdorfer Gmünd) und der See in die untere Berliner Havelseenkette.
Im Norden ist der Stößensee im Bereich der Tiefwerder Wiesen, dem letzten natürlichen Überschwemmungs- und Hecht-Laichgebiet in Berlin, über den Hauptgraben und den Kleinen und Großen Jürgengraben mit der Havel verbunden. Zudem münden am Nordufer die letzten Reste des Havelaltarms Hohler Weg, der fast komplett auf dem Gelände des Wasserwerks Tiefwerder liegt. Zwischen 1832 und den 1920er Jahren entwässerte die Spree bei Hochwasser zum Schutz Spandaus über den künstlichen Elsgraben und den Faulen See in den Stößensee.
Unter dem Stößensee befindet sich der im Jahr 1992 angelegte Erdgasspeicher Berlin der Gasag. Der Speicher liegt in 1000–1400 Meter tiefen Sandsteinschichten. Das Erdgas wird in den porösen Stein gepresst, der es schwammähnlich aufnimmt. Ein natürliches Gemisch aus Ton, Salz und Mergel versiegelt die Lagerflächen, die sich vom Pichelswerder über den See, Teilen des Grunewalds, den Murellenbergen bis unter das Olympiastadion erstrecken. Rund 680 Millionen m³ Gas sind in dem natürlichen Speicher gelagert.

## Hydrologie
Die Wasserbeschaffenheit der Berliner Gewässer wird durch Nährstoffbelastung und Schadstoffeinträge bestimmt. Dabei stellt die hohe Anreicherung mit Pflanzen-Nährstoffen, insbesondere mit Stickstoff- und Phosphorverbindungen, das Hauptproblem dar. Die Schadstoffbelastung ist in der unteren Berliner Havelseenkette durch den hoch belasteten Spreezufluss deutlich höher als in der oberen Kette. Für Phosphateinträge haben Messungen in der unteren Fließstrecke 1993 gegenüber 1976 zwar eine Verbesserung um eine Güteklasse ergeben, die Werte lagen aber immer noch deutlich zu hoch. Bei der Sedimentkontamination mit Schwermetallen erreichte der Stößensee mit einer Anreicherungstiefe bis zu 2,35 m das Maximum, während das Minimum mit 25 cm am Quastenhorn bei Kladow gemessen wurde. Dabei zeigt sich im Unterhavelgebiet ein deutlicher Zusammenhang von PCB-belasteten Gewässersedimenten und hohen PCB-Gehalten im Aal.
Die hohe Eutrophierung führt ferner zu einer starken Vermehrung des Phytoplanktons und insbesondere in den Sommermonaten zu Algenblüten, verbunden mit negativen Folgen für das Gewässer wie beträchtlichen Schwankungen im Sauerstoffgehalt. Für die Belastungswerte mit den Schwermetallen Cadmium, Zink, Blei und Kupfer ergaben sich 1993 für die untere Havelkette die Güteklassen 3–4 und 4 (sehr stark und übermäßig verschmutzt) und für Chrom, das in vergleichsweise geringen Konzentrationen nachgewiesen wurde, die Güteklassen 2 und 2–3 (kritisch belastet und stark verschmutzt). Der Grund des rund fünf Meter tiefen Stößensees ist vermodert und von Faulschlammmassen bedeckt. Bei der Dammaufschüttung beim Heerstraßenbau wurde nach Angabe Ernst Friedels erst in einer Tiefe von 35 Metern fester Grund gefunden.

## Flora und Fauna
Die ausgedehnten Bootsanlagen schränken den Schilfgürtel am Stößensee sehr ein. Pläne des Bezirksamtes Charlottenburg, die Ufer naturnaher zu gestalten und neues Schilf, Büsche und Weiden anzupflanzen, stießen 1994 auf Widerstand der Segler, die eine Beschränkung ihrer Stege befürchteten. Pflege- und Entwicklungspläne des Landes Berlin sehen vor (Stand: 2007), den Wald auf dem Pichelswerder durch forstliche Maßnahmen zu einem naturnahen Eichenmischwald zu entwickeln. Die Havelseen „ähneln sich sowohl morphologisch als auch hydrologisch und können als durchflossene, bzw. Flußseen zusammengefasst werden.“ Sie gehören zu den Berliner Gewässern mit der höchsten Fischartenzahl. Hier wurden jeweils mehr als 20 Arten nachgewiesen.
Dazu zählen Weißfische wie Plötze, Güster und Rotfeder, ferner Barsche und Rapfen aus der Familie der Karpfenfische. Der Bestand der Hechte ist durch den Rückgang der Überschwemmungsdynamik in den nördlich benachbarten Tiefwerder Wiesen bedroht, auf deren überschwemmte Auwiesen der Substratlaicher für die Eiablage angewiesen ist. Die Seen werden daher regelmäßig mit Hechten wie auch mit Aalen und Welsen besetzt. Welse leben bevorzugt in Gewässern mit schlammigen Gründen wie dem Stößensee. Für die Fischerei des Sees ist die Fischereisozietät Tiefwerder-Pichelsdorf zuständig, eine der einflussreichsten Fischereiorganisationen der Region, die im Land Berlin über 1682 ha und im Land Brandenburg über 3847 ha Fischereigewässer wacht. Während das benachbarte Biotop Tiefwerder Wiesen einen vielfältigen Lebensraum auch für Amphibien, Reptilien, Insekten, Vögel und auch Säugetiere wie Fledermäuse und den nach mehreren Gastbesuchen inzwischen fest angesiedelten Biber bietet, ist der Reichtum dieser Arten am Stößensee gering.

## Teilung des Sees 1908/1909, Stößenseebrücke

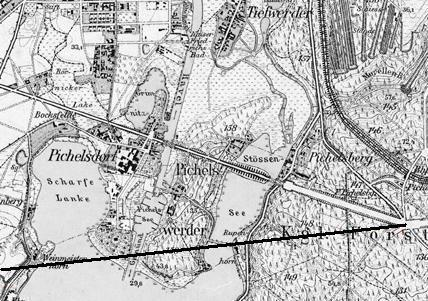
Teilung des Stößensees auf einer Karte um 1910 mit der realisierten Führung der Heerstraße durch die Havelniederung mit Knick am Scholzplatz. Die untere schwarze Linie zeigt die Entwurfslinie (nach Karl Bernhard) bei schnurgerader Weiterführung ohne Knick, die eine Überbrückung auch der Scharfen Lanke erfordert hätte

Die Teilung des Stößensees erfolgte durch den Bau der Döberitzer Heerstraße, die zwischen 1903 und 1911 in Verlängerung des Kaiserdamms als direkte Verbindung vom Berliner Schloss über die bis zu ihrer Eingemeindung nach Groß-Berlin 1920 selbständigen Städte Charlottenburg und Spandau zum Truppenübungsplatz Döberitz angelegt wurde. Die aus militärischen Gründen gebaute Straße war von Beginn an öffentlich und erschloss den westlichen Grunewald und den Pichelswerder für den Berliner Ausflugsverkehr.
Das größte technische und finanzielle Problem beim Bau der Heerstraße lag in der Überbrückung der Havelniederung. Sowohl die am Straßenbau beteiligten Planer wie auch die Brückeningenieure bemühten sich, die Eingriffe in die Natur so schonend wie möglich zu gestalten und das Landschaftsbild möglichst wenig zu beeinträchtigen. So fiel die Entscheidung für die kleine Stößenseebrücke mit dem Damm statt einer großen Brücke über den gesamten See nach Darstellung von Adolf Frey aus landschaftsplanerischen Gründen, nachdem der Oberbaurat Hoßrat Skizzen mit Auswirkungen der Varianten auf das Landschaftsbild angefertigt hatte. Danach schien ein „Damm, wenn er nach Art der anliegenden Ufer mit Vorland ausgebaut und entsprechend bepflanzt würde, das Landschaftsbild weniger [zu] beeinträchtigen als eine [große] Brücke.“ Für den rund 350 Meter langen und 125 Meter breiten Damm wurden Abträge der Heerstraße und aus der Verbreiterung eines nahe gelegenen Tals verwendet. Die 100 Meter lange und rund 20 Meter hohe Brücke über die freigehaltene Schifffahrtsrinne wurde von Karl Bernhard als Stahl-Fachwerkbrücke gestaltet. Architekt Emil Schaudt war bei der Gestaltung der Brückenarchitektur beratend beteiligt.
Bei der ursprünglich vorgesehenen, nichtrealisierten schnurgeraden Weiterführung der Heerstraße am Scholzplatz, die eine Überbrückung auch der Scharfen Lanke erfordert hätte, wäre der Stößensee weiter südlich am Rupenhorn überbrückt worden.

## Geschichte, Entdeckung des Sees als Ausflugsziel
Archäologische Funde belegen, dass das Gebiet um den See zur slawischen Zeit besiedelt war. Am Faulen See lag eine frühslawische Siedlung, die sehr wahrscheinlich Wirchow hieß und bis in das 13. Jahrhundert bestand. Eine weitere Siedlung gab es auf dem Pichelswerder. Die Siedlungen gehörten zur slawischen Siedlungskammer auf der Havelinsel unter dem Spandauer Burgwall.

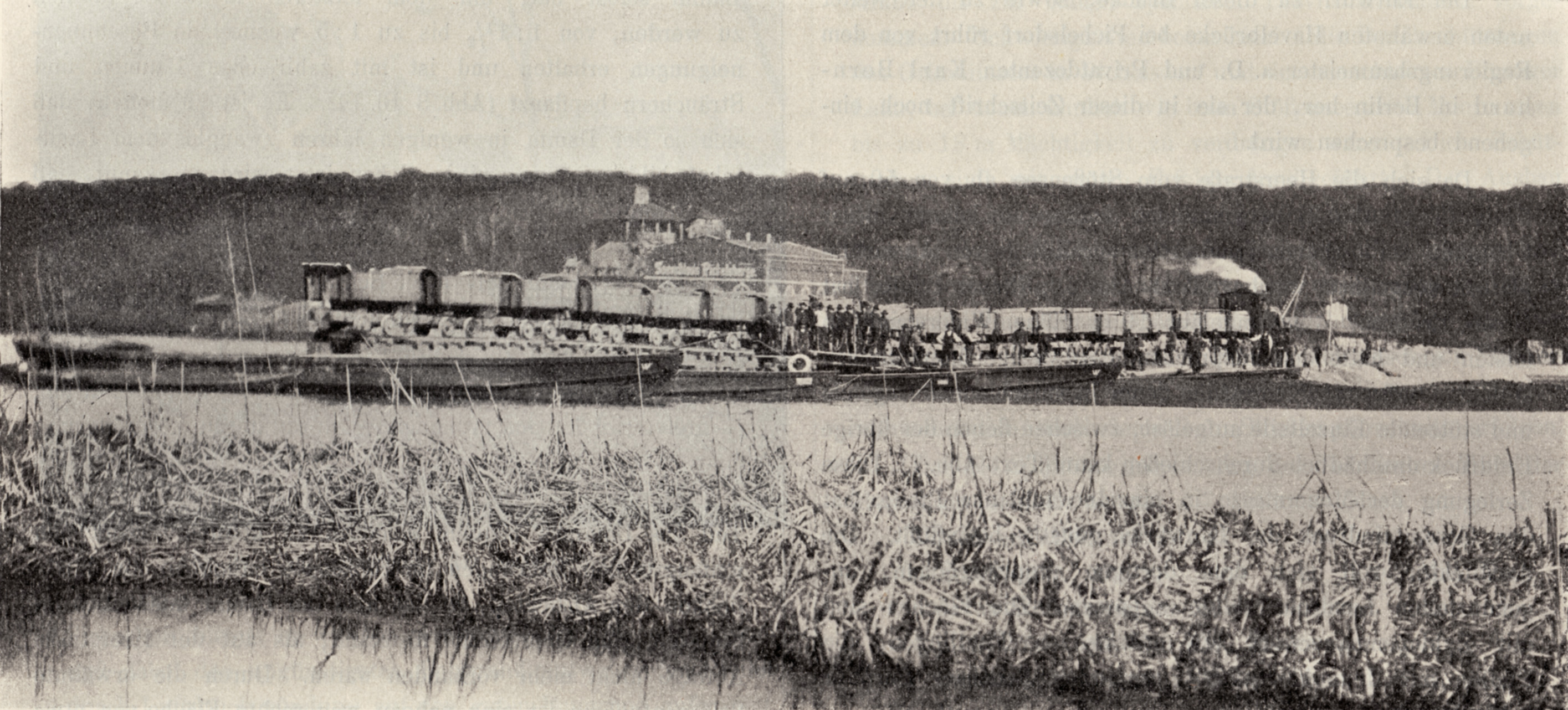
Beginn der Dammaufschüttung 1907

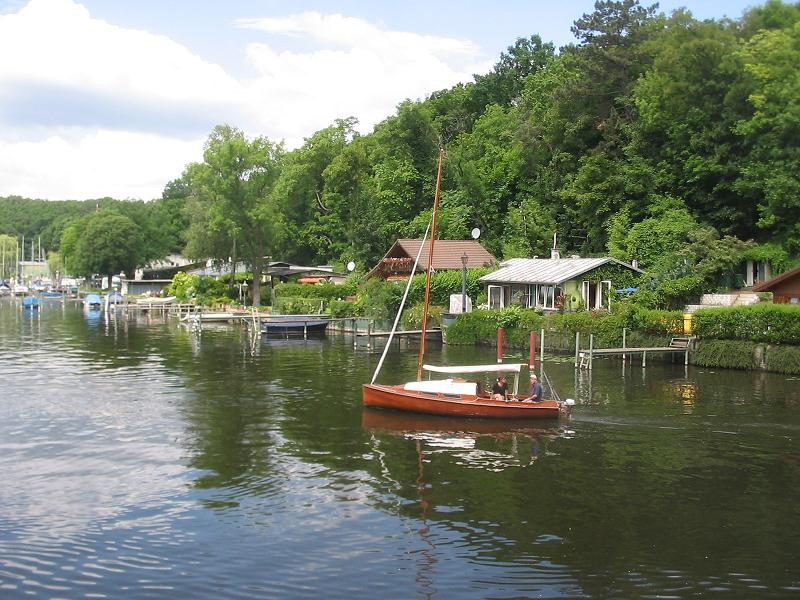
Aufgeschütteter Damm 2009, links der Pichelswerder

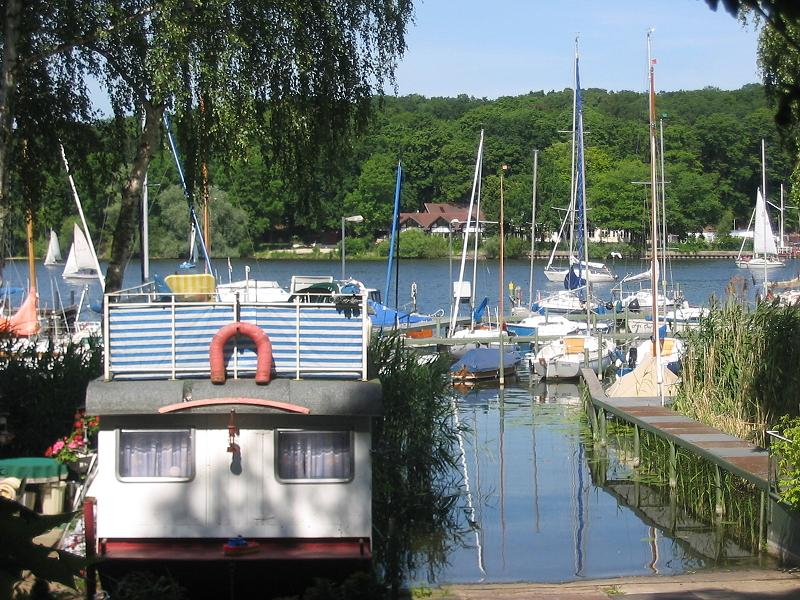
Südteil des Sees, am gegenüberliegenden Ufer des Pichelswerder steht das Klubhaus Siemens-Werder, 1900 als Königgrätzer Gärten erbaut

Nach der slawischen Zeit blieb das Gebiet weitgehend unbesiedelt. 1816 wurde rund 600 Meter nordwestlich das Fischerdorf Tiefwerder als Kolonistensiedlung gegründet. Bekannt wurden der Stößensee und der Pichelswerder vor allem als Erholungslandschaft, deren Anziehungskraft auf Spandauer und Berliner Johann Christian Gädicke bereits 1806 im „Lexicon von Berlin und der umliegenden Gegend“ festhielt: „Diese Gegend wird stark zum Vergnügen benutzt und für die schönste um Berlin gehalten.“ Hellings Taschenbuch von Berlin notierte 1830, das Gebiet sei wegen seiner romantischen Lage oft Zielpunkt von Lustpartien. Als Turnvater Jahn mit seiner Gefolgschaft 1818 das Gebiet besuchte, ertrank einer seiner Schüler im Stößensee.
Mitte des 19. Jahrhunderts entstanden die ersten Ausflugsgaststätten. 1882 wurde vom Grunewald aus eine Pontonbrücke, die „Sechserbrücke“, über den See gelegt, über die die Nutzer nach Zahlung eines Sechsers zum Pichelswerder gelangen konnten. Die Brücke bestand bis zur Fertigstellung des Damms. Nach der Anbindung durch die Heerstraße 1909 siedelten sich zahlreiche Wassersportvereine an. Am Hang auf der Grunewaldseite, am Rupenhorn, ließen vermögende Berliner und Brandenburger Villen bauen, die inzwischen zu Baudenkmalen wurden. Bei den Olympischen Spielen 1936 führte die Stern und Kreisschiffahrt vom Olympiasportfeld Stößensee Olympiaschnellfahrten über die Pfaueninsel nach Potsdam durch. Am 20. Juni 1945 nahm der Dampfer Potsdam als erstes Personenschiff nach dem Zweiten Weltkrieg eine regelmäßige Verbindung vom Stößensee zur Glienicker Brücke auf. Die Schiffslinie ersetzte vorübergehend die zerstörte S-Bahn-Verbindung zwischen Berlin und Potsdam.

## Vereine, Bauten und Baudenkmäler

### West- oder Pichelswerderufer
Am Siemenswerderweg des Pichelswerderufers südlich der Heerstraße unterhält unter anderem die TU Berlin ihr Bootshaus mit rund 30 Segelbooten, darunter zehn 420er Jollen. Denkmalgeschützt ist am gleichen Weg das Klubhaus Siemens-Werder, das 1900 als Ausflugslokal unter dem Namen Königgrätzer Gärten gebaut wurde und heute von der privaten Schele-Schule als Segelclub für ihre Schüler genutzt wird. Ein weiteres Baudenkmal befindet sich nördlich der Heerstraße am Brandensteinweg: eine Bootshausanlage und Sommerlaube aus den Jahren 1920/1928. Am Nordende des Sees ragt das Steffenhorn, östlich begrenzt vom Hauptgraben, rund 100 Meter in den See hinein. Die Landzunge ist im hinteren Bereich von Wochenend- und Vereinshäusern der Kolonie Birkeneck bebaut. Am Wasser unterhält der 1925 gegründete Yacht-Club Stößensee (YCSt) ein ausgedehntes Gelände mit 3600 m². Der Yachtclub veranstaltet Yardstickwettfahrten für Kielboote. Stege und kleinere Häuser erstrecken sich auch rund um den 1908/1909 aufgeschütteten Damm unterhalb der Heerstraße.
Am Südende des Pichelswerderufers liegt der einzige öffentlich zugängliche Strandabschnitt des Sees. Da der gesamte Pichelswerder als Hundeauslaufgebiet deklariert ist, wird der kleine Sandstrand häufig von Hundeliebhabern genutzt.

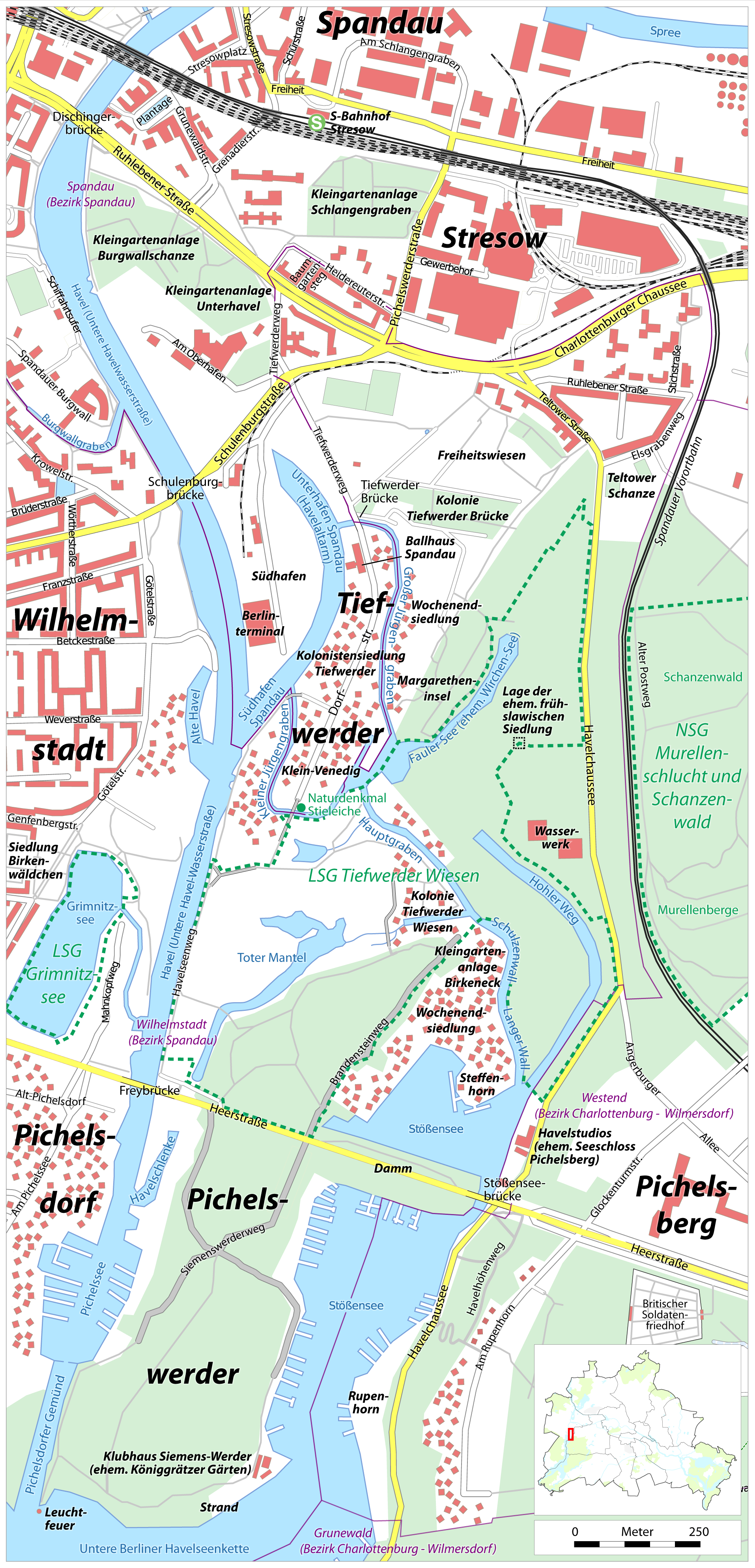
Lage des Stößensees in der Spree-Havelniederung

### Ostufer

#### Überblick
Auf der Grunewaldseite des Stößensees verläuft die Havelchaussee als Uferstraße, an der ebenfalls zahlreiche Wassersportclubs liegen. Oberhalb der Anhöhe verläuft parallel hierzu die Straße Am Rupenhorn, die Teil des Havelhöhenwegs ist, der an der Aussichtskanzel auf dem Grunewaldpfeiler der Stößenseebrücke beginnt. Der Havelhöhenweg geht auf eine Idee des Landschaftsarchitekten Peter Joseph Lenné zurück und verbindet das Strandbad Wannsee mit dem Stößensee. Das Waldgebiet Am Rupenhorn wurde im Jahr 2009 durch eine naturschutzrechtliche Ersatzmaßnahme für die Beeinträchtigungen in Natur und Landschaft durch das Bauvorhaben der Schnellfahrstrecke Hannover–Berlin durch die DB ProjektBau neu erschlossen. Die Tochtergesellschaft der Deutschen Bahn gestaltete und restaurierte am Steilhang des ca. 3,5 Hektar großen Areals 750 Meter neue und alte serpentinenartige Wege und Aussichtspunkte. Das Rupenhorn selbst ist ein kleiner Landvorsprung kurz vor dem Südausgang des Sees. Der Namensbestandteil Rupen geht auf den Speisefisch Aalraupe zurück, der hier einmal von den Fischern gefangen wurde. Raupe hieß im Mittelhochdeutschen im 14. Jahrhundert Rupe.

#### Hochufer Am Rupenhorn
Das bis zu 35 Meter über den See ansteigende Hochufer zwischen der Heerstraße und dem Rupenhorn wird von Architekten als „Traumlandschaft“ beschrieben. Von den hier entstandenen Villen und Gartenanlagen stehen folgende Ensembles unter Denkmalschutz:

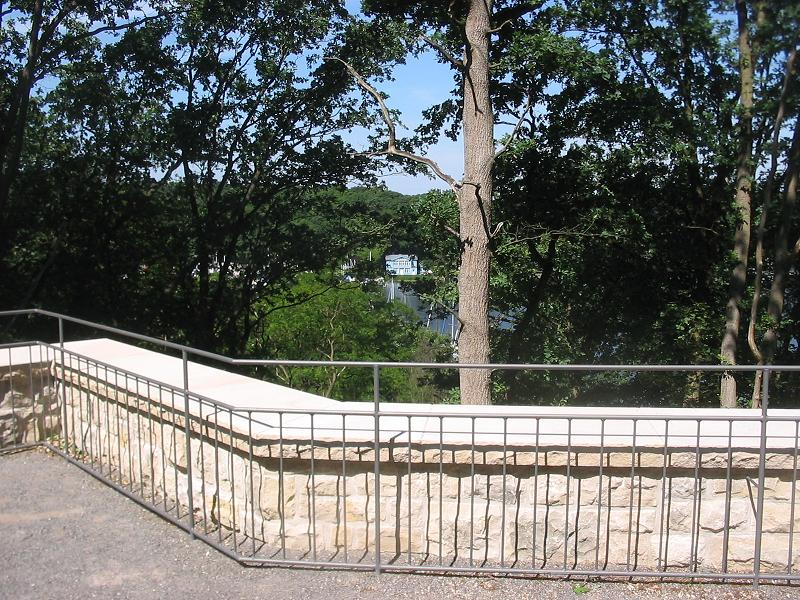
Aussichtskanzel von 2009 im Hang des Hochufers

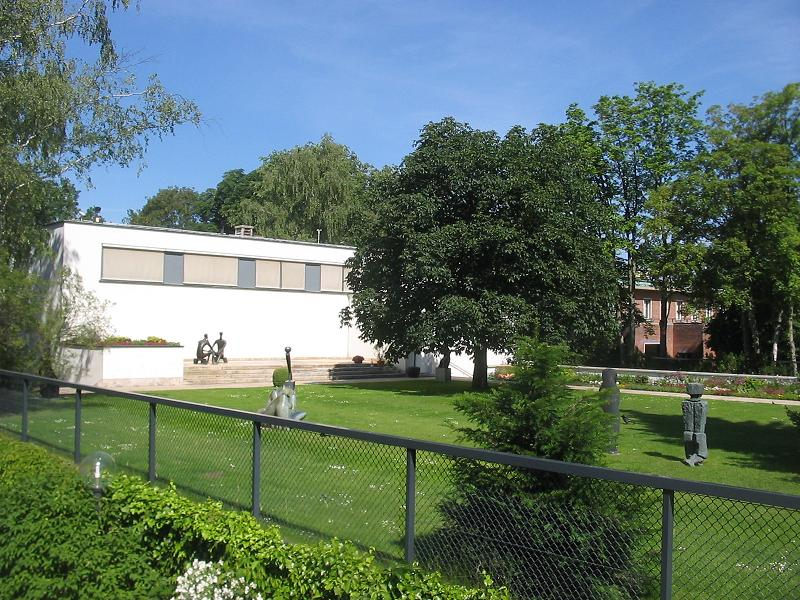
Links die Villa Mendelsohn, rechts das Haus Lindemann

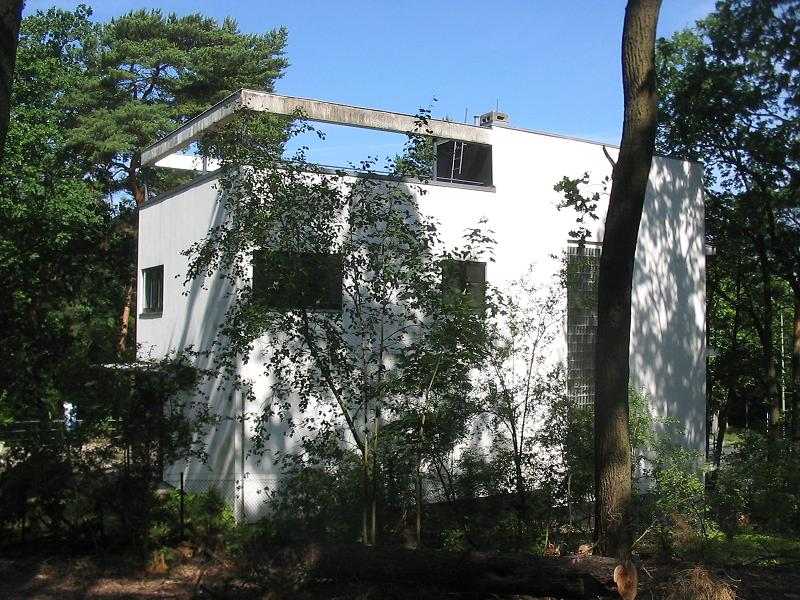
Haus Luckhardt/Anker im Stil der Neuen Sachlichkeit

Am Rupenhorn 5 ließ zwischen 1929 und 1931 der Warenhaus-Unternehmer Paul Lindemann von Bruno Paul in einer weitläufigen Gartenanlage ein Wohnhaus mit Wirtschaftsgebäude im Bauhausstil errichten. Zu Lindemanns 1929 auf die Rudolph Karstadt AG fusioniertem Unternehmen gehörte unter anderen das Warenhaus Lindemann in Potsdam (heute: Stadtpalais Potsdam). Einige Jahre nach dem Bau zwangen die Nationalsozialisten die jüdische Familie, das Haus weit unter Wert zu verkaufen. Das Haus bezog spätestens 1935 der Reichskirchenminister und Leiter der Reichsstelle für Raumordnung, Hanns Kerrl, spöttisch „Minister für Raum und Ewigkeit“ genannt. Kerrl verfügte über einen eigenen Bunker und ließ 1937 von Friedrich Hetzelt ein Nebengebäude bauen. Die Berliner Senatsverwaltung für Jugend übernahm nach dem Krieg das Haus. Die Gruppe 47 um Heinrich Böll, Günter Grass und Ingeborg Bachmann veranstaltete hier 1955 ihr jährliches Treffen in der Villa. Das Haus wurde vom Touro College saniert. Der Villengarten, der sich bis zur Havelchaussee hinunterzieht, ist heute als Gartendenkmal und die Gebäude sind als Baudenkmal geschützt. In dem inzwischen landeseigenen Komplex residiert seit 2003 das Touro College Berlin, Teil des jüdisch-amerikanischen Touro-Hochschulnetzwerks. Rund 400 Meter östlich liegt im Forst Grunewald der Friedhof der Jüdischen Gemeinde.
Auf dem Nebengründstück ließ der Architekt Erich Mendelsohn 1928/1930 nach eigenen Plänen die gleichfalls denkmalgeschützte Villa Mendelsohn bauen. Mendelsohn, der unter anderem den in seiner Gestaltung damals revolutionären Potsdamer Einsteinturm entworfen hatte, verwirklichte in dem Haus seine eigene Auffassung der Architektur. Auf einfachem Grundriss hat der flachgedeckte, zweigeschossige und weiß geputzte Backsteinbau eine auf die Havelniederung bezogene, große Terrassenanlage, die mit dem Wohnraum, der Halle und dem Esszimmer eine Einheit bildet. Um die Landschaft noch stärker einzubeziehen, sind die Fenster zum Teil versenkbar. Das Innere gestaltete der Architekt mit eigens angefertigten Möbeln, Bildern, Geschirr und Blumenvasen als modernes Gesamtkunstwerk. „Tatsächlich ist [mit dem Haus] eine Inkunabel und ein persönliches Manifest der modernen Baukunst entstanden, vergleichbar dem eigenen Haus Bruno Tauts.“ Wie Taut ließ auch Mendelsohn dem fertiggestellten Bau mit dem Werk Neues Haus. Neue Welt. eine ausführliche Beschreibung folgen. Im Vorwort bezeichnete der französische Maler und Kunsttheoretiker Amédée Ozenfant das Gebäude als „Haus für einen Goethe von 1930“. Die Mendelsohns pflegten in ihrem Haus einen kultivierten Lebensstil mit Konzertabenden seiner Frau Luise, einer Cellistin. Albert Einstein war häufiger Gast der Abende. Die Familie lebte und arbeitete drei Jahre in dem Haus, 1933 sah sie sich zur Emigration gezwungen.
Weitere Bau- und Gartendenkmäler in der Straße am Rupenhorn sind die 1929/1932 errichteten Wohnhäuser, Gärten und Einfriedungen der Nr. 24 und 25 der Architektenbrüder Hans und Wassili Luckhardt, wie Mendelsohn Mitglieder in der Vereinigung fortschrittlicher Architekten Der Ring. An den Entwürfen war ferner der Architekt Alfons Anker (1872–1958) beteiligt, der gleichfalls hier wohnte und mit den Brüdern ein gemeinsames Büro betrieb. Die Häuser sind im Stil der Neuen Sachlichkeit als Neuinszenierung der klassischen Villa ausgeführt: „Garage und Küche im Sockel, ungeteilter Wohnraum, offen zu der über der Landschaft schwebenden Terrasse, das Dach als gestalteter Luftraum.“ Das Stahlskelett, ausgefacht mit Bimsbeton und beidseitig verputzt, erlaubt große Öffnungen und veränderliche Räume. Die weißen, glänzenden Kuben sollen ein Gegenüber zur Havellandschaft bilden. 1932 wurde das Gebäude zwangsversteigert und zum Mehrfamilienhaus umgebaut. 1939 im Reichsbesitz, war das Haus zum Abriss für den Bau der geplanten Hochschulstadt vorgesehen. Anschließend im Bundes-, ist das Haus Nr. 25 seit 1997 im Privatbesitz der Architekten Christa Kliemke und Robert Wischer, die das Haus unter Förderung des Landesdenkmalamtes und der Deutschen Stiftung Denkmalschutz restaurierten und einen inneren Rückbau in den Zustand von 1930 vornahmen. Am 19. März 2005 wurde das Haus in Anwesenheit des ehemaligen Bundesministers für Raumordnung, Bauwesen und Städtebau Klaus Töpfer wiedereröffnet.
Auf dem Grundstück Am Rupenhorn 1 befand sich früher eine parkähnliche, über zwei Hektar große Gartenlandschaft, die der Landschaftsarchitekt und Gartenbaudirektor Erwin Barth in den 1920er Jahren angelegt hatte. Das Wohnhaus auf dem Grundstück hatte 1923/1924 der Architekt Wilhelm Keller als Landhaus mit expressionistischen Stilelementen errichtet. Das Haus wurde nach spekulativem Leerstand in den 1980er Jahren durch einen Brand schwer beschädigt und die Ruine Anfang des Jahrtausends abgerissen. Auf dem Gartengelände wurden in den 1990er Jahren entlang der Straße am Rupenhorn zwei baugleiche Stadtvillen errichtet; das Restgelände ist zum Teil verwildert und wurde zum Teil 2009 in den neuen Abschnitt des Havelhöhenwegs integriert.
Am Rupenhorn 1b baute der Berliner Architekt und Tessenow-Schüler Norman Braun 1956/1957 sein eigenes Wohnhaus in Split-Level-Bauweise, um den Grundriss der natürlichen Hanglage des Grundstückes anpassen zu können. Die neun Häuser auf dem Gelände Am Rupenhorn 4 sind ebenfalls von Norman Braun. Diese wurden für die Führungsetage des Senders Freies Berlin erbaut.
Am Rupenhorn 9 errichtete Ludwig Hilberseimer, ein weiterer Bauhaus-Architekt, noch 1935 das Haus Hörner (Wohnhaus der Zelle GmbH). Der Bau war mit weiß glasierten Riemchen, sogenannten „Berliner Pfeiffenköpfen“, verkleidet. Durch inzwischen aufgetragenen Putz sind die Riemchen nicht mehr sichtbar. Später lebte bis 1994 der Boxer Bubi Scholz in der Villa. Bereits 1923/1924 hatte Hermann Muthesius Am Rupenhorn 8 das Landhaus Kersten erbaut, ein großzügiges Landhaus mit Vorfahrt an der Straße und Terrasse zur Havellandschaft. 1937 richtete die Reichspostdirektion in dem Gebäude ein Mütterheim ein. 1960 wurde das kriegszerstörte Haus vollends abgetragen. Auf dem Grundstück Nr. 7/8 errichtete der Architekt Hans Wolff-Grohmann zwischen 1973 und 1976 neben der Mendelsohn-Villa eine Wohnanlage als Terrassenhaus. Aus Sicht der Berliner Zeitung gelang es Wolff-Grohmann, dem Sozialen Wohnungsbau „wenigstens ein Minimum an Phantasie abzuringen und die Wohnanlage in die Havellandschaft zu integrieren.“

#### Havelchaussee, Seeschloss Pichelsberg, Havelstudios
Am Ufer der Havelchaussee befindet sich unter anderem der 1909 gegründete Seglerverein Stößensee (SVSt), der den Berolina-Cup für Folkeboote und Trias veranstaltet. Der Verein gehört zu den regelmäßigen Unterstützern der Warnemünder Woche.

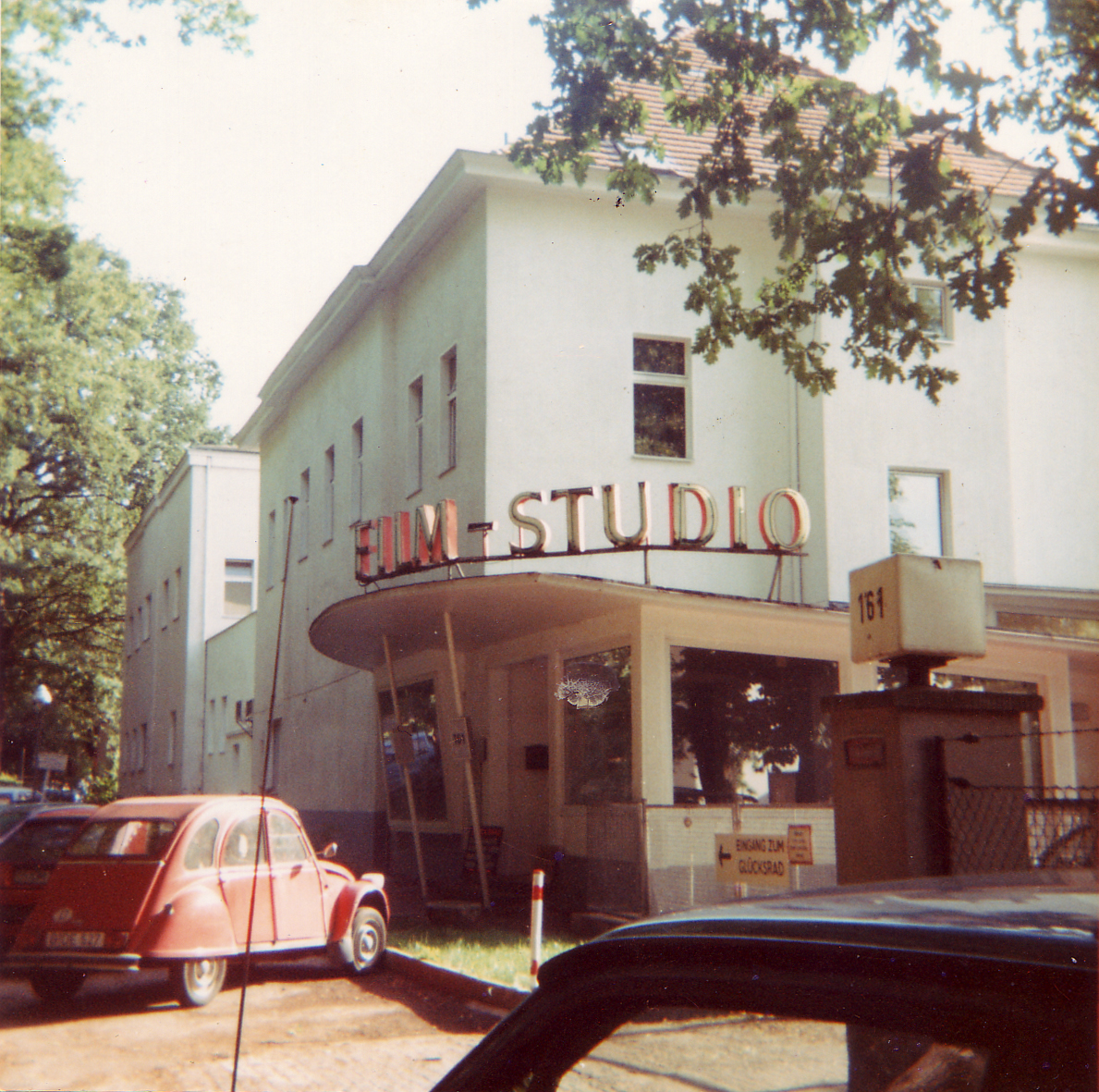
Filmstudios an der Havelchaussee, 1992

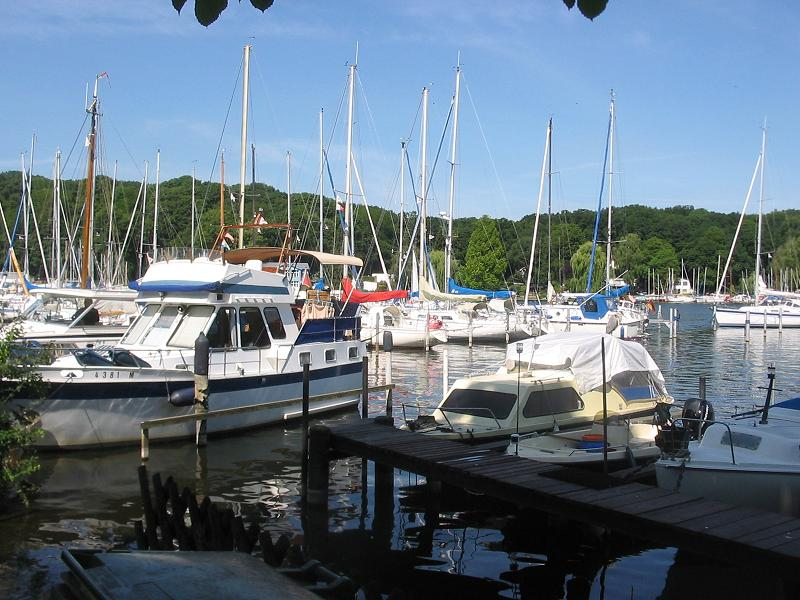
Yachtclubs an der Havelchaussee

Am Nordzipfel des Ufers liegt kurz vor der Stößenseebrücke das ehemalige Seeschloß Pichelsberg (gelegentlich auch als Seeschloss Pichelswerder bezeichnet). Bauherr war Conrad Herold, Besitzer eines Anwesens, das sich vom Seeufer bis hoch zum Pichelsberg zog. Herold eröffnete hier um 1900 eine bald bekannte und beliebte Ausflugsgaststätte auf einem rund 10.000 m² umfassenden Gelände, das über eine 160 Meter lange Wasserfront am Stößensee verfügt. Nach dem Zweiten Weltkrieg wurde der große Saal der Gaststätte zum Filmstudio umgebaut, später kam ein zweites Studio hinzu. In den 1950er Jahren drehte Kurt Hoffmann am Seeschloss die Außenaufnahmen für den Film Raub der Sabinerinnen. Später übernahmen die Havelstudios den Gebäudekomplex. Sie produzierten Filme wie Himmel über Berlin von Wim Wenders oder den Märchenfilm Frau Holle aus der Reihe Sechs auf einen Streich. Zu den Produktionen zählte zudem von 1988 bis 1993 die Spielshow Glücksrad. Nach der Insolvenz der Studios 2002 wurden die technischen Geräte und Einrichtungsgegenstände versteigert, damit die Mietschulden, die beim besitzenden Bezirksamt aufgelaufen waren, ausgeglichen werden konnten. Die renovierten, leeren Räumlichkeiten und das Außengelände werden heute (Stand: 2009) als Mietstudios und für Feste angeboten.

## 1966: Absturz eines sowjetischen Kampfflugzeugs

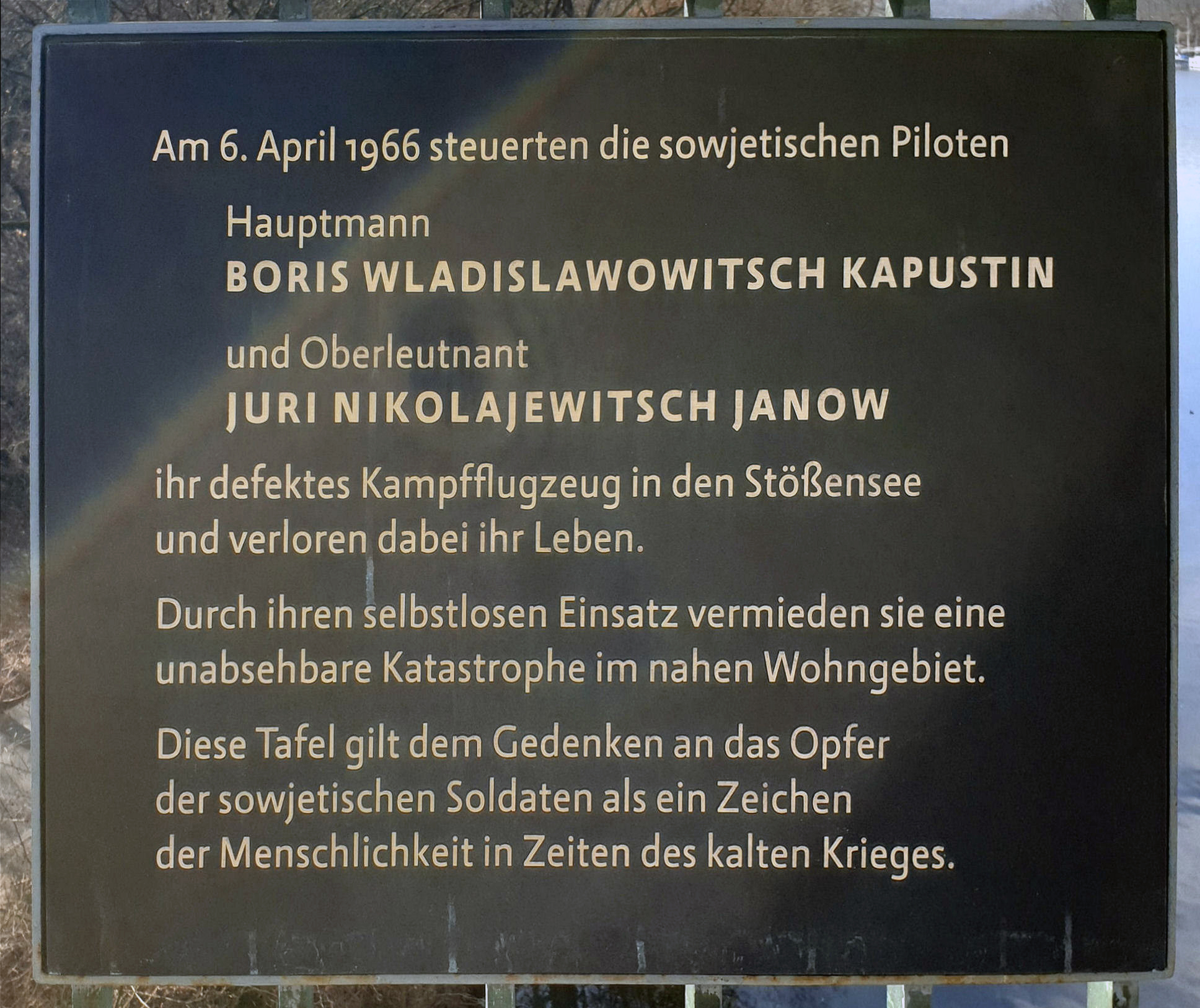
Erneuerte Gedenktafel an der Stößenseebrücke

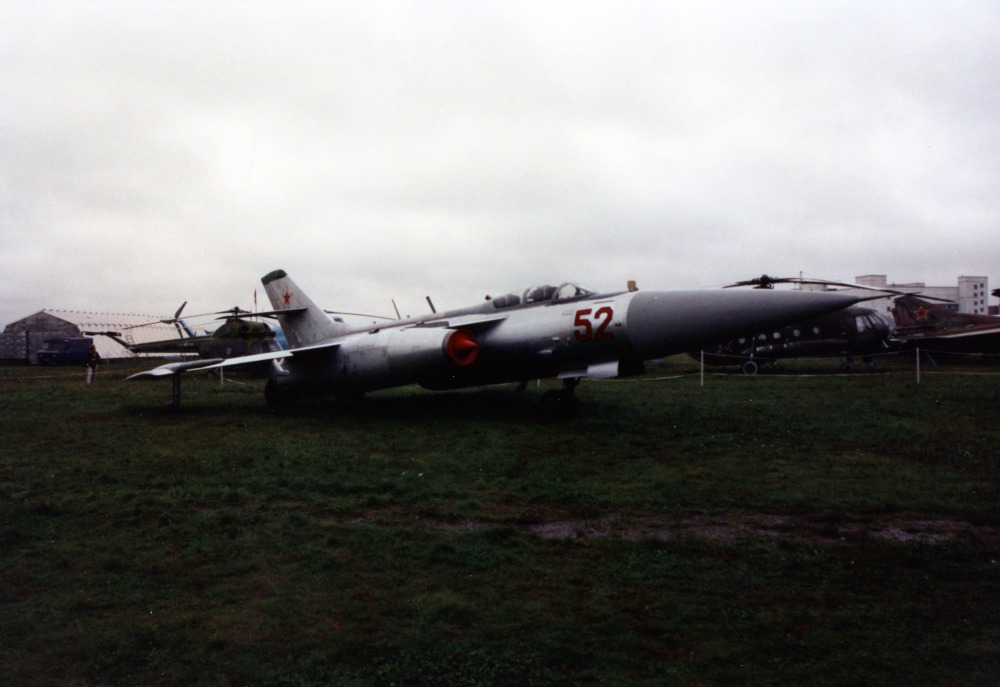
Jak-28P

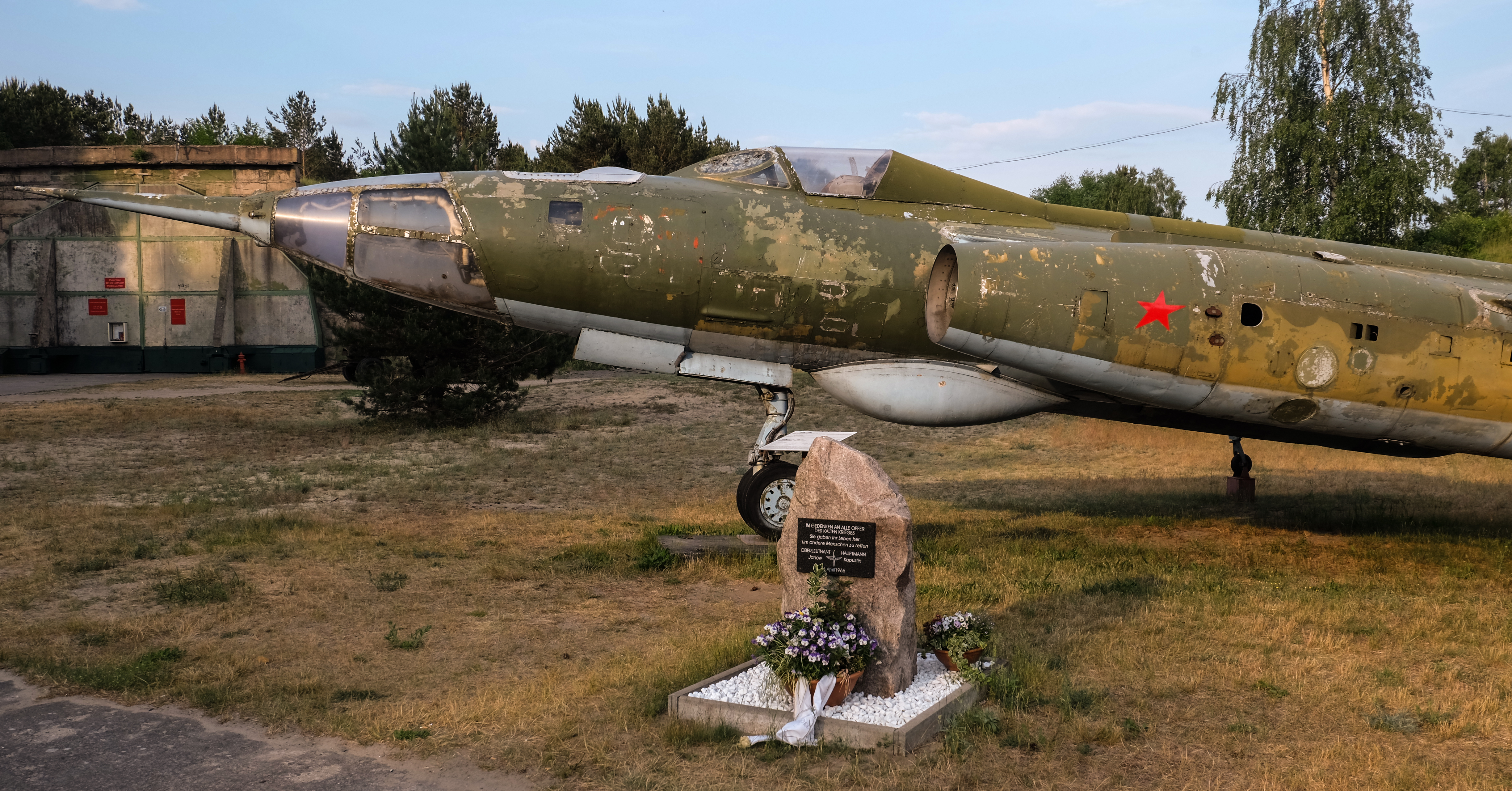
Jak-28R mit Gedenkstein für die Piloten im Luftfahrtmuseum Finowfurt

Im April 1966 stürzte ein sowjetisches Kampfflugzeug vom Typ Jak-28P in den Stößensee, beide Piloten starben. Eine 1993 angebrachte Gedenktafel im Brückengeländer informiert dazu:

„Am 6. April 1966 steuerten die sowjetischen Piloten Hauptmann Boris (Wladimirowitsch) Kapustin und Oberleutnant Juri Nikolajewitsch Janow ihr defektes Kampfflugzeug in den Stößensee und verloren dabei ihr Leben. Durch ihren selbstlosen Einsatz vermieden sie eine unabsehbare Katastrophe im nahen Wohngebiet. Diese Tafel gilt dem Gedenken an das Opfer der sowjetischen Soldaten als ein Zeichen der Menschlichkeit in Zeiten des Kalten Krieges.“

Die Gedenktafel war im Laufe der Jahrzehnte verwittert und wurde im Februar 2025 durch eine neue ersetzt.
Das zweistrahlige Jagdflugzeug war am Flugplatz Eberswalde-Finow gestartet und mit den seinerzeit modernsten Ortungsgeräten ausgestattet. Als es den Ortsteil Westend überflog, setzten beide Triebwerke aus, ein Absturz war unvermeidlich. An Bord befanden sich der Pilot Boris Wladislawowitsch Kapustin und sein Copilot Jurij Nikolajewitsch Janow. Im Nachhinein gab es verschiedene Versionen, was in der Folge geschah: In der offiziellen Nachricht der Agentur TASS hieß es:

„Zwei Flugzeuge der Gruppe der zeitweilig in der DDR stationierten sowjetischen Streitkräfte flogen von einem Flugplatz zum anderen. Ein Teil der Strecke war bereits zurückgelegt, und die Flugzeuge befanden sich in 4000 Meter Höhe, als einer der Piloten merkte, dass das Steuerungssystem seiner Maschine defekt ist. Ein Versuch, den Kurs zu ändern und zurückzufliegen, scheiterte. Das Flugzeug verlor rasch an Höhe. Der Pilot hat beschlossen, in der Maschine zu bleiben und zu versuchen, sie zur Seite zu steuern.“

Später wurde verbreitet, die Piloten hätten von der Flugleitstelle die Erlaubnis zum Ausstieg per Schleudersitz erhalten. Janow, der die Sitze auslösen sollte, tat dies aber nicht, denn das steuerlose Fluggerät hätte eine Schneise der Verwüstung in dem besiedelten Gebiet hinterlassen. Als Gründe für das Unglück wurden und werden sich widersprechende Aussagen bekannt: die Besatzung wollte/sollte erst aussteigen, wenn sie über DDR-Gebiet seien, die sowjetischen Militärs hätten Sorge, dass das Jagdflugzeug mit seiner hochgeheimen Technik den für West-Berlin zuständigen Alliierten in die Hände fallen würde. Überliefert sind die letzten dramatischen Sekunden vor dem Absturz: „Wohin Juri?“ und der Pilot zu sich selbst „Ruhig, ruhig, ruhig“. In hochrangigen politischen und militärischen Kreisen löste der Vorfall auch Spekulationen aus, die jedoch nicht bestätigt werden konnten.
Die Sowjets waren sehr schnell mit 40 Mann vom Ehrenmal im Tiergarten zur Stelle (offiziell durfte das Ehrenmal nur mit 18 Mann besetzt sein); die Briten, zu deren Sektor der See gehörte, ließen die Sowjets jedoch nicht an das Flugzeug heran. Sie übergaben es erst nach einer genauen Untersuchung, nachdem sich herausgestellt hatte, dass die Jak-28 zur Version P (Perechwatschik, Abfangjäger) gehörte, die mit dem Orjol-D ausgerüstet war, dem modernsten Radar, das zu der Zeit in sowjetischen Flugzeugen zum Einsatz kam. Obwohl die Briten dem Leiter der sowjetischen Delegation, General Bulanow, die schnellstmögliche Übergabe der Trümmer zugesagt hatten, bargen sie noch am selben Abend heimlich das Gerät sowie die beiden Triebwerke und ließen beides von Ingenieuren im englischen Farnbourough untersuchen. Etwa zwei Tage später wurden die Teile nach Berlin rücküberführt und wieder am Absturzort versenkt. Anschließend begann offiziell die Bergungsaktion.
Am 13. April wurden die Trümmer der sowjetischen Seite ausgehändigt. Die Überreste der beiden Piloten waren von den Briten bereits am Nachmittag des 7. April geborgen und am Abend den sowjetischen Vertretern übergeben worden. Auch nach der technischen Untersuchung gibt es weiterhin zahlreiche Spekulationen. So soll es sich um einen missglückten Spionageflug gehandelt und der eine Pilot den anderen erschossen haben. Die Sprengsätze der Schleudersitze, mit denen sich die Piloten hätten retten können, seien ausgebaut gewesen. Die Gerüchte wurden 2005 von Klaus-Peter Kobbe, dem Leiter des Luftfahrtmuseums Finowfurt, weitgehend widerlegt.
Willy Brandt dankte als Regierender Bürgermeister von Berlin den beiden sowjetischen Piloten in einer öffentlichen Erklärung postum, dass diese die Maschine nicht über bewohntem Gebiet hatten abstürzen lassen. Auf dem Sowjetischen Garnisonsfriedhof Eberswalde ist den Piloten ein gemeinsamer Gedenkstein gewidmet.

## Der See in der Kunst
Seit dem späten 19. Jahrhundert dienten die Berliner Gewässer verschiedenen Künstlern wie Max Liebermann und Walter Leistikow vermehrt als Vorlage für ihre Landschaftsbilder. In deren Nachfolge widmete sich Franz Heckendorf 1931 diesem Sujet im Stil des Expressionismus in seinem Gemälde Am Stößensee. In kräftigen, leuchtenden Farben skizzierte der Künstler eine Uferpartie mit vereinzelten Booten, hinter denen kleine Häuser mit hellen Fassaden vor einem bewaldeten, ansteigenden Höhenzug gruppiert sind. Mit grobem Pinselduktus vor allem im Bereich des Sees und der Bäume, zeigt der Maler den Stößensee als typisches Beispiel einer märkischen Landschaft. Galten Heckendorfs Darstellungen in der Zeit des Nationalsozialismus als „entartete Kunst“, zählt er heute zu den bedeutendsten Malern seiner Epoche. Das Bild Am Stößensee wurde 2007 für 12.500 Euro gehandelt.